# 픽킹 업 더 피시스
《픽킹 업 더 피시스》(영어: Picking Up the Pieces)는 미국에서 제작된 알폰소 아라우 감독의 2000년 블랙 코미디 영화이다. 우디 앨런, 데이비드 슈위머, 키퍼 서덜랜드, 치치 매린, 마리아 그라치아 쿠치노타, 샤론 스톤 등이 출연하였고, 폴 샌드버그 등이 제작에 참여하였다.
CATV 방영명은 크레이지 핸드 2 - 미러클 또는 크레이지 핸드 2이다.

## 줄거리
뉴멕시코주 정육업자 텍스는 아내 캔디의 불륜 사실을 알게 되자 캔디를 죽이고 시체를 토막 낸 뒤 사막에 유기한다. 그러나 텍스는 그만 캔디의 손 한 쪽을 미처 제대로 처리하지 못하고, 우연히 캔디의 손에 닿은 시각 장애인 여성이 시력을 되찾으면서 캔디의 손은 성스러운 마리아의 손으로 여겨지기 시작해 동네 교회에 모셔진다. 텍스가 치유의 힘을 발휘하는 이 기적의 손을 회수하려고 하는 가운데 캔디의 애인 중 하나였던 순경 보보가 그를 의심한다.

## 출연진
- 우디 앨런
- 데이비드 슈위머
- 키퍼 서덜랜드
- 치치 매린
- 마리아 그라치아 쿠치노타
- 엘리엇 굴드
- 샤론 스톤
- 조지프 고든레빗
- 앙헬리카 아라곤
- 앤디 딕
- 알폰소 아라우
- 미아 마에스트로
- 루 다이아몬드 필립스
- 프랜 드레셔
- 에디 그리핀
- 캐시 키니
- 루페 온티베로스
- 페페이 서나
- 리처드 에드슨
- 토니 플라나
- 리처드 C. 서레이피언
- 엔리케 카스티요
- 오닐 콤프턴
- 존 후어태스
- 벌렌테이 로드리게스

## 기타 제작진
- 라인 제작: 로니 야코브
- 배역: 메리 게일 아츠, 바버라 코언
- 미술: 데니즈 피지니
- 세트: 켈리 베리
- 의상: 매릴린 매슈스